# Lisica
Lisica (albanska: Lisica, (serbiska: Lisica) är en by i Kosovo. Den ligger i kommunen Mitrovica. Enligt den senaste folkräkningen år 2011 fanns det 519 invånare.

## Demografi
| Demografi | 2011 |
| --------- | ---- |
| albaner   | 517  |
| bosniaker | 1    |
| okänt     | 1    |